# Comité Olímpico Hondureño
El Comité Olímpico Hondureño es el Comité que representa a los atletas hondureños en el Comité Olímpico Internacional (COI).
creada en 1956 y reconocida por el Comité Olímpico Internacional ese mismo año.

## Comité Ejecutivo
- Presidente: Sr. Salvador Jiménez Cáceres
- Secretario General: Sr. Oscar René Berganza Deras